# Divulgazione scientifica brillante

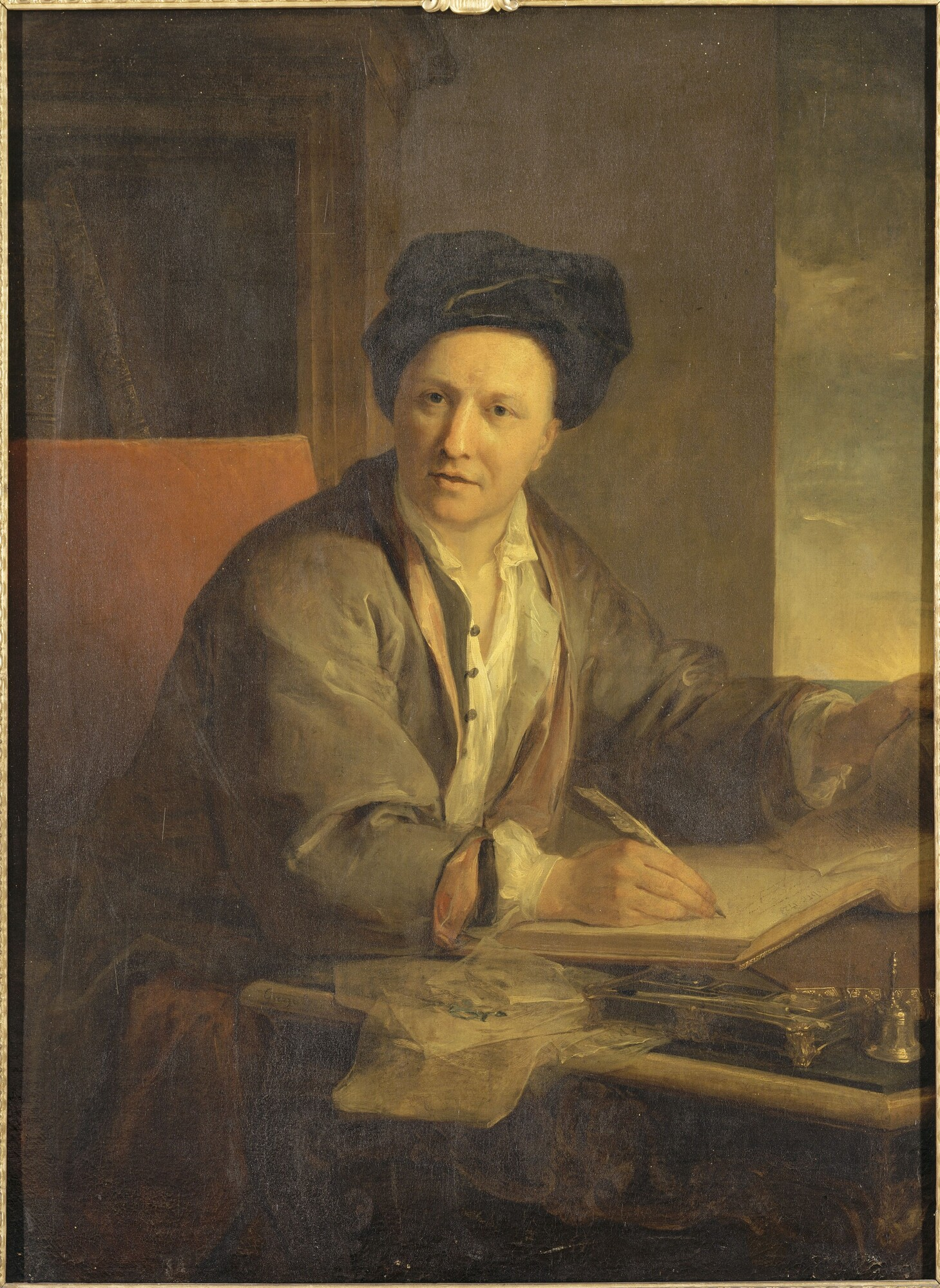
Ritratto di Bernard le Bovier de Fontenelle, opera di Louis Galloche.

La divulgazione scientifica brillante è un genere letterario di stampo illuministico, nato all'inizio del XVIII secolo, che si prefiggeva lo scopo di semplificare e rendere gradevole la spiegazione delle nuove scoperte scientifiche, spesso giudicate incomprensibili o tediose dal pubblico, a causa della radicata carenza di cultura tecnica nella popolazione europea dell'epoca.

## Descrizione
I divulgatori scientifici brillanti, per lo più, erano letterati appassionati dalle nascenti teorie razionaliste i quali, attraverso esempi pratici e paragoni, conditi da aneddoti e motteggi, cercavano di rendere divertente la comprensione di cause ed effetti di eventi ed osservazioni scientifiche che, già si prevedeva, avrebbero cambiato radicalmente il comune modo di pensare ed intendere le cose.
Pioniere della divulgazione scientifica brillante fu lo scrittore francese Bernard le Bovier de Fontenelle che, nella seconda parte della sua lunga vita artistica, si dedicò principalmente a questo genere letterario. Di lui ricordiamo, ad esempio, Éléments de la géométrie de l'infini (1727); un'opera la cui validità scientifica venne ampiamente contestata, ma che ebbe un forte impatto sul pubblico europeo.
In Italia, il primo esponente di questa saggistica fu lo scrittore Francesco Algarotti che con la sua operetta Neutonianismo per le dame (1737) immaginava di esporre i principi dell'ottica di Newton ad una nobildonna curiosa dell'argomento. L'opera, particolarmente apprezzata da Voltaire, venne riveduta, ampliata e corretta, per essere riedita con il titolo Dialoghi sopra l'ottica neutoniana.
Dalla metà del Nocevento e l'avvento di nuovi media, questo genere letterario è stato affiancato con successo da opere cinematografiche e televisive.

## Esempi

### Bacio di Venere
L’elettricità, in questo determinato periodo storico, è stata protagonista di un grande successo nelle Corti e nei Salotti poiché fisici o, più in generale, competenti in materia, la impiegavano per intrattenere, entusiasmare e al contempo istruire il pubblico. Tra le varie scoperte si ricorda la repulsione elettrica e l’esistenza di un’elettricità vitrea e un’elettricità resinosa, la scintilla elettrica e lo shock provocato sull’uomo. Il famoso “bacio di Venere”, inserito nei manuali di Georg Matthias Bose, fu una delle applicazioni più suggestive di quest’ultimo fenomeno e consisteva nel caricare elettricamente una donna per mezzo di una macchina elettrostatica: uno spettatore veniva quindi invitato a baciarla per poi essere investito da una forte scarica elettrica. In modo analogo, la macchina elettrostatica veniva debitamente nascosta e collegata alle posate degli ospiti che avrebbero di conseguenza subito gli effetti della scossa.

### Bicchiere di Tantalo
Per analizzare l’azione dei sifoni, e perciò della pressione atmosferica, tra il XVIII e il XIX secolo, nei laboratori di fisica gli studiosi si servivano dei vasi o bicchieri di Tantalo, degli strumenti ideati nel I secolo da Erone di Alessandria. Versando del liquido in tali recipienti, era possibile osservare che lo stesso liquido iniziava a traboccare dai lati prima ancora che i bicchieri fossero del tutto pieni.
Tale fenomeno veniva spiegato ammettendo la presenza di un sifone al centro dei recipienti: l’analisi del suo funzionamento avrebbe successivamente permesso di dimostrare il comportamento della pressione atmosferica. 
Servendosi dell’esperimento per illustrare anche la “teoria delle suzzioni”, il fisico Giovanni Poleni riempiva i bicchieri di vino anziché di acqua con l'obiettivo di stupire ed intrattenere maggiormente il suo pubblico.v

### Apparecchio per lo studio del moto parabolico dei proiettili
Lo scienziato olandese Wilhelm’s Gravesande intorno al 1730 diede prova della legge del moto parabolico dei proiettili attraverso l’utilizzo di tale apparecchio, che in breve tempo divenne uno strumento classico nei gabinetti di fisica del Settecento. Esso veniva utilizzato lasciando cadere una pallina lungo un binario tramite un meccanismo che permetteva di rilasciarla dall'alto. Questa acquistava così una certa velocità e compiva un moto particolare. Il dispositivo è formato da una struttura di legno sulla quale sono fissati cinque anelli metallici, posizionati lungo il disegno di una parabola, attraverso i quali passava la pallina.
Tale moto è composto da due componenti: una velocità verticale uniformemente accelerata ed una orizzontale costante, le quali combinate danno luogo alla traiettoria parabolica, che viene evidenziata dal perfetto passaggio della pallina attraverso gli anelli.